# Melanoleuca vinosa
Melanoleuca vinosa är en svampart som först beskrevs av G. Stev., och fick sitt nu gällande namn av E. Horak 1971. Melanoleuca vinosa ingår i släktet Melanoleuca och familjen Tricholomataceae.   Inga underarter finns listade i Catalogue of Life.